# Сергий Шухтовский
Сергий Шухтовский, или Шухтомский (в миру Стефан; ум. 1609) — схимонах, преподобный Русской православной церкви, живший в конце XVI и в начале XVII веков.
Память преподобного Сергия чтится 01 июня (19 мая по старому стилю).

## Биография
О его детстве сведений практически не сохранилось, известно лишь, что родился и воспитывался Стефан Шухтовский в городе Казани в самом начале второй половины XVI века и с малолетства вел строгую воздержанную жизнь.
Несколько лет путешествовал по святым местам; ходил в Палестину, Царьград, Новгород, «в Самоядь Лопскую — к Океану морю», на Соловки и другие места.
В 1603 году Стефан Шухтовский постригся в монашество с именем Сергия в Череповском Воскресенском монастыре, после чего пришёл в Шухтовскую волость (в 50 верстах от города Череповца), где и совершил «иноческие подвиги коленопреклоненной молитвы и поста».
Сергий Шухтовский скончался 19 мая 1609 года на шестом десятке лет; мощи его были упокоены под спудом в бывшей монастырской, а затем приходской — Покровской церкви в селе Шухтове.